# Giovanni Atalarico
Giovanni Atalarico (in greco Ἰωάννης Ἀθαλάριχος?, conosciuto anche come Atalarichos, Athalaric e At'alarik; Cartagine, ... – Büyükada, ...; fl. VII secolo) fu un ribelle bizantino, figlio illegittimo dell'imperatore Eraclio I.
Nel 637 prese parte a una cospirazione per deporre il padre e assicurare per sé il trono. Il suo nome, Atalarico, è di origine gotica, composto da Atala (dalla parola proto-germanica *aþala che significa "nobile") e rico (da *reiks che significa "sovrano").

## Biografia
Atalarico fa la sua comparsa la prima volta nel 622, quando fu reso ostaggio dagli Avari per favorire un accordo di pace.
Nel 635 o nel 637, alcuni armeni, all'epoca molto influenti a Costantinopoli, capirono che un nuovo imperatore avrebbe favorito i loro interessi, e sfruttando il malcontento causato dal matrimonio tra Eraclio e Martina, sua nipote - questo matrimonio venne considerato da molte persone come un atto incestuoso, proibito anche dalle leggi imperiali -, contattarono Giovanni. Durante questa congiura furono coinvolti anche i curopalati Varaztirots, figlio di Smbat Bagratuni, Davide Saharuni, cugino di Atalarico e nipote di Eraclio e il magister Teodoro, fratello dell'imperatore. Varaztirots preferiva una congiura non violenta, nella quale l'imperatore sarebbe stato costretto all'esilio dopo la sommossa.
Il piano non ebbe mai esecuzione poiché un collaboratore dei cospiratori informò la corte imperiale della congiura che Atalarico stava progettando. Quando fu informato anche Eraclio, egli ordinò l'arresto di tutte le persone coinvolte. Atalarico fu esiliato sull'isola chiamata Principe e gli furono amputati il naso e le mani per ordine dell'imperatore, mentre il magister Teodoro sull'isola Gaudomelete, e oltre alle amputazioni sofferte da Giovanni, gli fu tagliato anche un piede.